# Приїжджайте на Байкал
«Приїжджайте на Байкал» (рос. «Приезжайте на Байкал») — радянський кольоровий художній фільм-музична комедія 1965 року, знята режисером Веніаміном Дорманом на Кіностудії ім. М. Горького.

## Сюжет
Телевізійники приїжджають у рибальський район знімати репортаж про рибалок та передове господарство голови Калача. Дорогою їх перехоплює Сенька Лапін із друзями. Їхня мета — показати красу чудового озера Байкал та жахливі умови праці та життя рибалок.

## У ролях
- Любов Стриженова — Валя Бєлих
- Станіслав Хітров — Сеня Лапін
- Віра Васильєва — Клавдія Якимівна Гальцова
- Євген Шутов — Терентій Лукич Калач, голова рибальського колгоспу
- Олексій Миронов — Борис Аристархович Штанішкин
- Лілія Крамська — рибалка
- Варвара Попова — Мелітониха, бабуся-рибачка
- Іван Рижов — Ігнат Фомич, завгосп, помічник Калача
- Світлана Швайко — Юлія Сергіївна, студентка консерваторії
- Рудольф Рудін — Аркадій Васильович, сценарист документальних фільмів
- Леонід Сатановський — Леонід, член знімальної групи
- Світлана Агєєва — епізод
- Едуард Бічик — рибалка
- М. Васильєва — епізод
- Микола Горлов — перукар
- І. Доржиєва — епізод
- Олег Єсауленко — рибалка
- Олександр Кєкиш — Стьопа, брат Сені
- Н. Мартинова — епізод
- Л. Попова — епізод
- Володимир Рудий — Генка
- Володимир Суворов — рибалка
- Лариса Тиличенко — епізод
- Віктор Уральський — рибалка
- Микола Хангажев — рибалка
- Георгій Тусузов — трубач, диригент сільського оркестру
- Олексій Зайцев — рибалка
- Віра Івлєва — клієнтка перукарні
- Яків Овчуков-Суворов — хлопчик

## Знімальна група
- Режисер — Веніамін Дорман
- Сценарист — Борис Медовий
- Оператор — Костянтин Арутюнов
- Композитор — Микита Богословський
- Художник — Марк Горєлік